# Hszie Sze-ji
Hszie Sze-ji (谢思埸, Xiè Sīyì, 1996. március 28.–) kínai műugró, négyszeres világbajnok és háromszoros olimpiai bajnok.

## Élete és pályafutása
A 2015-ös úszó-világbajnokságon lett először világbajnok 1 méteres műugrásban. Ezt követően a 2017-es budapesti világbajnokságon 3 méteres egyéni műugrásban szerzett aranyérmet. 2018-ban a világkupán 3 méteres egyéni és szinkronugrásban is aranyérmes lett, utóbbiban partnere Cao Jüan (Cao Yuan) volt.
A 2019-es úszó-világbajnokságon ismét 3 méteres egyéniben lett világbajnok, majd Cao Jüan (Cao Yuan)nal a 3 méteres szinkronugrást is megnyerte.
A 2020-as tokiói olimpián egyéni 3 méteres műugrásban olimpiai bajnok lett, mind a hat ugrása 85 pont feletti volt, összesen 558,75 pontot szerzett, amivel megdöntötte a férfi 3 méteres műugrás rekordját. Vang Cung-jüan (Wang Zongyuan)nal 3 méteres szinkronugrásban is aranyérmes lett.

## Fordítás
- Ez a szócikk részben vagy egészben  a   Xie Siyi című angol Wikipédia-szócikk fordításán alapul.  Az eredeti cikk szerkesztőit annak laptörténete sorolja fel. Ez a jelzés csupán a megfogalmazás eredetét és a szerzői jogokat jelzi, nem szolgál a cikkben szereplő információk forrásmegjelöléseként.